# Wladislaus (Beuthen-Cosel)
Wladislaus von Beuthen und Cosel (auch Wladislaw von Beuthen und Cosel; polnisch Władysław bytomski; tschechisch Vladislav Bytomsko-Koselský; * um 1277/1283; † 1352) war Herzog der oberschlesischen Teilherzogtümer Beuthen und Cosel. Er entstammte dem Beuthener Zweig der Schlesischen Piasten.

## Herkunft und Familie
Wladislaus war der zweitälteste Sohn des Beuthener Herzogs Kasimir II. und der Helena, deren Herkunft nicht bekannt ist. 1308 oder später heiratete er Beatrix, die Witwe des Schweidnitzer Herzogs Bolko I. Der Ehe entstammten die Kinder:
- Kasimir III. (1312–1342/1347), Herzog von Cosel
- Euphemia (1312–1376/1378); ⚭ (1328/1333) Herzog Konrad I. von Oels († 1366)

Nachdem Beatrix 1316 starb, vermählte sich Wladislaus 1328 mit Lukardis/Luitgard, Tochter des Herzogs Pribisław II. von Parchim-Richenberg. Dieser Ehe entstammten die Kinder:
- Boleslaus/Bolko (1330–1355), Herzog von Beuthen und Cosel
- Agnes († 1362), Äbtissin von Trebnitz
- Katharina († 1377), Äbtissin von Trebnitz
- Beatrix († 1364); ⚭ (1357) den Grafen Berthold III. Burggraf von Maidburg, Graf von Hardegg († 1374)

## Leben
Erstmals erwähnt wurde Wladislaus am 10. Januar 1289, als er zusammen mit seinem Vater und seinem älteren Bruder Boleslaus in Prag dem böhmischen König Wenzel II. huldigte und den Lehnseid ablegte. Noch zu Lebzeiten seines Vaters, der 1312 starb, titulierte er als Herzog von Cosel. 1323 schenkte Wladislaus das zu deutschem Recht ausgesetzte Dorf Dombrowka dem Zisterzienserkloster Mogila bei Krakau. Zusammen mit den Herzögen Bolko von Falkenberg und Kasimir I. begab er sich im Februar 1327 nach Troppau, um dort dem böhmischen König Johann von Luxemburg zu huldigen, der sich auf einem Kriegszug von Brünn über Oberschlesien nach Krakau befand. Am 18. und 19. Februar übergaben sie König Johann formal ihre Gebiete, die sie anschließend wiederum als ein Lehen der Krone Böhmen vom König verliehen bekamen.
Wegen finanzieller Schwierigkeiten verkaufte Wladislaus 1334 dem Ratiborer Herzog Lestko das Herzogtum Cosel, das jedoch entsprechend der Kaufvereinbarung nach Lestkos kinderlosem Tod 1336 wieder an Wladislaus zurückfiel. 1337 verkaufte er das ebenfalls in seinem Besitz befindliche Herzogtum Sewerien dem Teschener Herzog Kasimir I. Vermutlich 1337 drängte er seinen Bruder Ziemowit/Siemowit, der seit 1311 als Herzog von Beuthen titulierte, auf das Gebiet von Gleiwitz ab, das bis 1336 ebenfalls im Pfandbesitz Lestkos von Ratibor war.
Nachdem die Brüder Boleslaus, Ziemowit und Mieszko vor Wladislaw verstorben waren und keine Nachkommen hinterlassen hatten, gelangten deren Teilgebiete an Wladislaus, der sie zum Herzogtum Beuthen-Cosel vereinte. Nach seinem Tod wurde Cosel für seinen älteren Sohn Kasimir ausgegliedert. Der jüngere Sohn Boleslaus/Bolko erhielt das so verkleinerte Beuthen. Er erbte nach Kasimirs Tod Cosel, das er wiederum mit Beuthen vereinte.